# Nelson Figueroa
Nelson Figueroa Jr. (Brooklyn, New York; 18 de mayo de 1974) es un exlanzador estadounidense de béisbol profesional y ex analista de estudio posterior a los juegos para las transmisiones de los New York Mets.
Jugó para Arizona Diamondbacks, Philadelphia Phillies, Milwaukee Brewers, Pittsburgh Pirates, New York Mets y Houston Astros.

## Carrera profesional
Nelson Figueroa Otero asistió a la Universidad Brandeis de 1992 a 1995, donde lanzó durante tres años y obtuvo una licenciatura en Estudios Estadounidenses. En 1994, jugó béisbol universitario de verano con los Wareham Gatemen de la Cape Cod Baseball League. Fue seleccionado en el puesto 833 en total por los Mets de Nueva York en la ronda número 30 del draft de 1995 de las Grandes Ligas. Los Mets canjearon a Figueroa con el jardinero Bernard Gilkey a los Diamondbacks de Arizona en 1998 por Jorge Fábregas, Willie Blair y consideraciones de efectivo.
Figueroa hizo su debut en las Grandes Ligas con los Diamondbacks durante la temporada 2000, convirtiéndose en el primer alumno de la Universidad de Brandeis en llegar a las Grandes Ligas. Figueroa comenzó en tres juegos ese año y compiló un récord de 0-1 y una efectividad de (7.47). El 26 de julio de 2000, Figueroa fue cambiado con Vicente Padilla, Travis Lee y Omar Daal a los Filis de Filadelfia por Curt Schilling. Figueroa pasó el resto de la temporada 2000 lanzando para los Barones Rojos de Scranton / Wilkes-Barre de la Liga Internacional (AAA), compilando un récord de 4-3 y una efectividad de (3.78).

### Milwaukee Brewers
En 2001, Figueroa lanzó 89 entradas para los Filis y terminó la temporada con un récord de 4-5 y efectividad de (3.94).
El diestro fue reclamado de waivers el 11 de octubre de 2002, por el Cerveceros de Milwaukee. Figueroa pasó una temporada en Milwaukee donde retrocedió a un récord de 1-7 y efectividad de (5.03).

### Pittsburgh Pirates
Luego firmó como agente libre con los Piratas de Pittsburgh el 6 de enero de 2003. Figueroa pasó la mayor parte de la temporada 2003 lanzando para los Nashville Sounds, la filial AAA de los Piratas. Fue ascendido al final de la temporada y tuvo marca de 2-1 con efectividad de (3.31) para Pittsburgh.
Después de un breve paso por los Piratas en 2004, Figueroa pasó 2005 rehabilitando un manguito rotador desgarrado con el que había jugado durante la temporada anterior.
Firmó un contrato de ligas menores con los Nacionales de Washington a principios de 2006 y pasó la temporada lanzando para los New Orleans Zephyrs de Triple-A, donde registró una efectividad de (4.38) en 76 entradas de trabajo.

### Águilas Cibaeñas
Jugó para las Águilas Cibaeñas en las temporadas 2006-07 y 2007-08 siendo parte de los dos campeonatos consecutivos del equipo, fue seleccionado como jugador más valioso de la serie final 2007-08.

### Liga Mexicana
En 2007, firmó con Dorados de Chihuahua de la Liga Mexicana. Figueroa fue a Taiwán en septiembre de 2007 como una adición a finales de temporada a los Leones Uni-President de la Liga China de Béisbol Profesional (CPBL). Abrió 4 juegos para los Lions, los ganó todos, tuvo 8 bases por bolas y 21 ponches en 30 entradas, tuvo una efectividad de (3.00) y ayudó a los Lions a asegurar el puesto de comodín en la serie de playoffs.
En la serie al mejor de cinco de la primera ronda contra Macoto Cobras, Figueroa fue titular para los Lions en el primer juego. Lanzó durante 8 entradas, permitió solo 6 hits, 2 bases por bolas y 2 carreras mientras ponchó a 8 bateadores. Los Lions ganaron el juego con un marcador de 9-4 con Figueroa como el lanzador ganador, y avanzaron a la serie de campeonato al barrer a los Cobras en tres juegos.
En la serie de campeonatos CPBL de la Serie Taiwán 2007 contra La New Bears, Figueroa comenzó en tres juegos, el primero, cuarto y séptimo juegos, y los ganó todos. Fue seleccionado como el Jugador Más Valioso de la serie y ahora tiene el récord en la historia de la Serie de Taiwán como el lanzador abridor con más juegos ganados.
En el round robin de la liga de invierno venezolana de 2009, lanzó para Cardenales de Lara (Cardenales de Lara) y lanzó un no hit sin carrera durante nueve entradas, pero el juego seguía siendo 0-0, volvió de nuevo en el décimo y permitió un hit. poniendo fin a la racha. Cardenales ganó en 10 entradas, 1-0. Figueroa fue el lanzador ganador.

### New York Mets

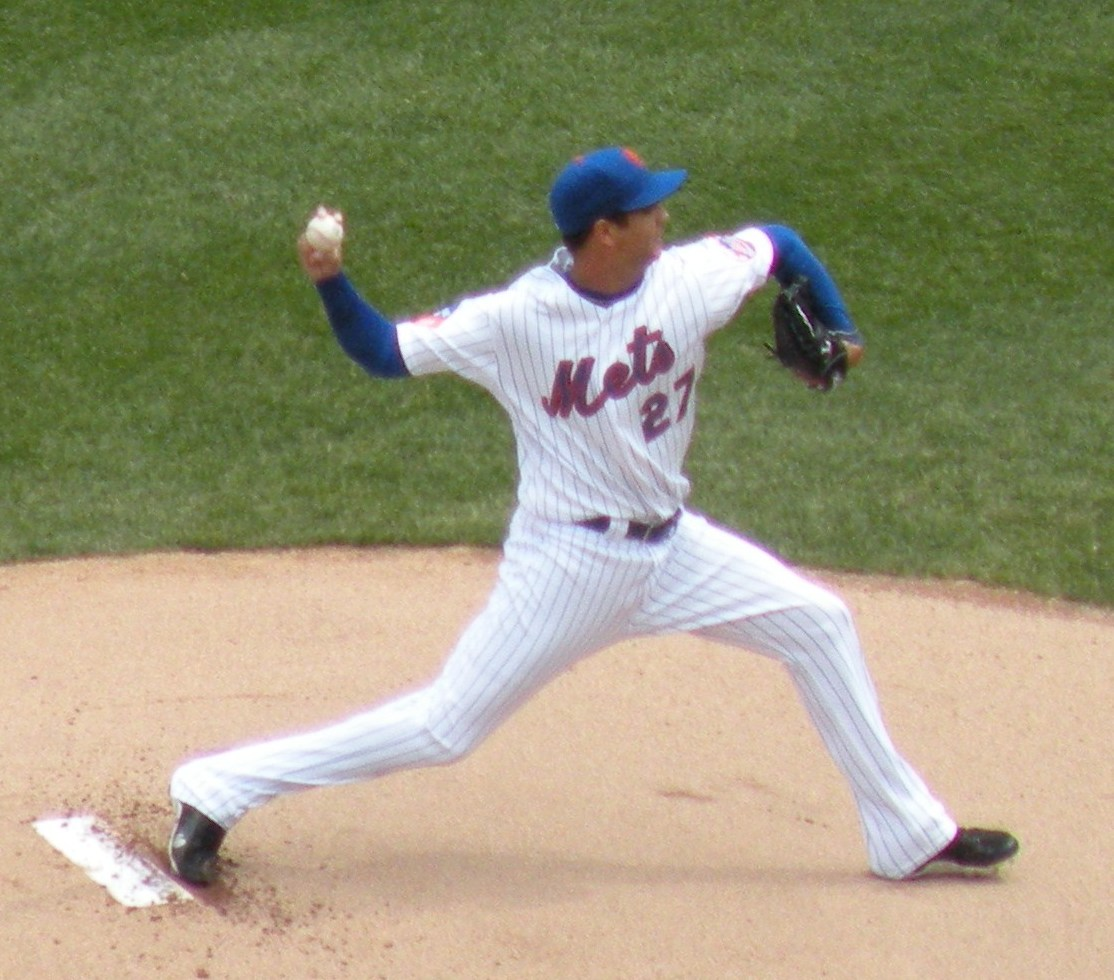
Figueroa con los Mets en 2009

En su regreso a las Grandes Ligas el 11 de abril de 2008, Figueroa tuvo su primera apertura con los Mets de Nueva York. Lanzó 6 entradas, permitió 2 hits, dio dos boletos y ponchó a 6, obteniendo crédito por la victoria con los Mets ganando 4-2. Asistió su familia, que lo animó desde la suite del cerrador de los Mets, Billy Wagner. El 13 de mayo de 2008, junto con el relevista Jorge Sosa fue designado para una asignación para hacer espacio para el relevista activado Matt Wise. Finalmente fue enviado directamente a los menores. Figueroa regresó a los Mets el 27 de agosto y pasó septiembre como miembro del bullpen de los Mets. El 3 de diciembre, los Mets de Nueva York lo volvieron a firmar con un contrato de ligas menores.
Nelson fue llamado a filas el 19 de abril de 2009 para comenzar contra los Cerveceros en lugar del lesionado Mike Pelfrey, y fue designado para asignación después del juego. El 25 de abril de 2009, volvió a firmar con los Mets y fue asignado a Triple-A Buffalo.
El 4 de octubre de 2009, el último día de la temporada regular de la MLB 2009, Figueroa lanzó cuatro hits y ponchó a siete bateadores para el primer juego completo y blanqueada (4-0) de su carrera en las Grandes Ligas. También fue la primera blanqueada de juego completa lanzada por un lanzador de los Mets en Citi Field. Tuvo un triple de 2 carreras contra los Cardinals el 5 de agosto de 2009. Se convirtió en el primer lanzador en conectar un triple desde Orlando Hernández en 2006..

### Philadelphia Phillies
El 7 de abril de 2010, los Filis reclamaron a Figueroa de waivers para usarlo en el papel de relevista largo. El 31 de mayo, los Filis lo designaron para la asignación, y aceptó la asignación absoluta a Triple-A Lehigh Valley. El 24 de junio, fue llamado a filas cuando Chad Durbin fue colocado en la lista de lesionados, y luego fue designado para asignación nuevamente en julio.

### Houston Astros
Figueroa fue reclamado por los Astros el 21 de julio de 2010. Fue designado para asignación el 9 de mayo de 2011. Fue liberado el 18 de agosto de 2011.

### Retorno a Pittsburgh
El 23 de agosto de 2011, Figueroa firmó un contrato de ligas menores con los Piratas de Pittsburgh y fue asignado a los Indios de Indianápolis Triple-A.

### Toronto Blue Jays
Figueroa firmó un contrato de ligas menores con los Azulejos de Toronto el 19 de enero de 2012. Los Azulejos lo despidieron el 31 de marzo de 2012.

### New York Yankees
Firmó un contrato de ligas menores con los Yankees de Nueva York el 17 de abril de 2012. Fue liberado el 19 de julio.

### Boston Red Sox
El 24 de julio, firmó un contrato de ligas menores con los Boston Red Sox y fue asignado a los Pawtucket Red Sox de Triple-A, donde fue el lanzador ganador en cada uno de los juegos decisivos del equipo en el camino a ganar su primera Copa del Gobernador en 28 años.

### Arizona Diamondbacks
Figueroa firmó un contrato de ligas menores con los Diamondbacks de Arizona el 21 de diciembre de 2012. Fue liberado el 26 de abril de 2013.

### Leones del Escogido
Figueroa regresó a la pelota dominicana esta vez reforzando a los Leones del Escogido, equipo que ganó el título nacional de la temporada 2012-13.

### Uni-President 7-Eleven Lions
Figueroa volvió a firmar con el Uni-President 7-Eleven Lions de Taiwán a mediados de 2013. Figueroa tuvo una breve pero exitosa temporada con los Leones en 2007, durante la cual fue elegido MVP de la Serie de Taiwán.

## Carrera internacional
Figueroa jugó como lanzador de la selección puertorriqueña en el Clásico Mundial de Béisbol 2013, donde ganó una medalla de plata. Tras la conclusión del torneo, que fue ganado por República Dominicana al vencer a Puerto Rico en la final, Figueroa fue incluido en el equipo del Clásico Mundial de Béisbol 2013.
Durante el segundo juego disputado contra Estados Unidos, Figueroa, entonces de 38 años, fue el abridor y permitió solo dos hits en seis entradas en blanco. Hasta esta victoria, su mejor juego había sido una blanqueada de cuatro hits para los Mets en el último día de la temporada 2009. Puerto Rico ganó el juego 4-3 y eliminó a Estados Unidos con el resultado.

## Vida personal
Figueroa está casado y pasa la temporada baja en Arizona y Nueva Jersey. Tiene una hija llamada Renee. Se graduó de Lincoln High School, Mark Twain Intermediate School 239 para dotados y talentosos, y Public School 188, Michael E. Berdy School en Brooklyn, Nueva York.
También es un artista que ayudó a diseñar camisetas patrióticas para las Grandes Ligas de Béisbol después del 11 de septiembre. Las camisetas se vendieron para recaudar fondos para la caridad. Tiene una habilidad con la electrónica que el ex mánager Jerry Royster llamó "simplemente increíble".
El 16 de febrero de 2015, SNY anunció que Figueroa reemplazaría a Bob Ojeda como analista antes y después del juego para sus transmisiones de los Mets. El 1 de junio de 2019, SNY anunció que había despedido a Figueroa.